# صافيتا
مدينة صافيتا  هي إحدى مدن محافظة طرطوس في سوريا، تقع على بعد 35 كم شمال شرق طرطوس على ارتفاع 380 متر عن مستوى سطح البحر، يحيط بالمدينة التلال المكسوة بالخضرة والاشجار المثمرة، وتطل المدينة على عدة قمم جبلية منها جبل النبي متى ذو الينابيع التي يزيد عددها على 300 نبع، وجبل النبي زاهر وجبل النبي صالح الذي يقع على قمته حصن سليمان الأثري.

## الطبيعة والسكان
تتميز صافيتا بطبيعتها الجميلة واطلالاتها الخلابة على الجبال والاحراش والغابات من جميع الجهات ويبلغ عدد سكان مدينة صافيتا أكثر من ٢٠ الف نسمة.

## الآثار والسياحة في صافيتا

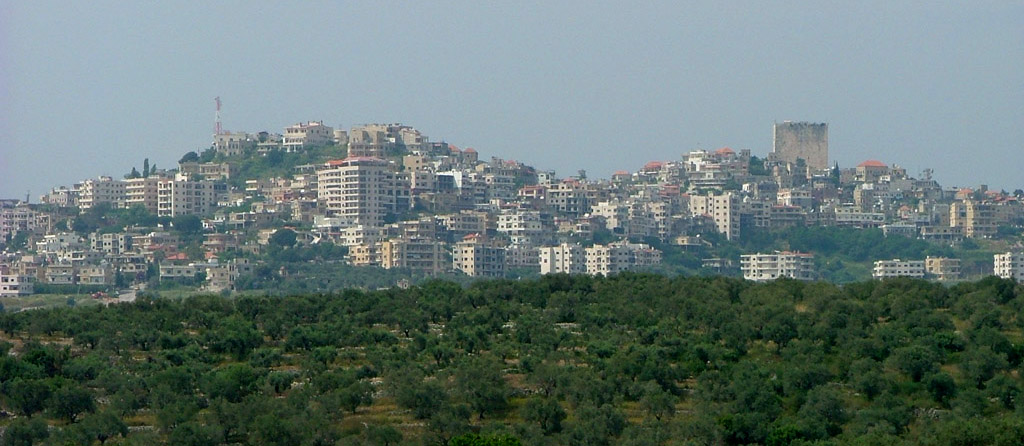
منظر عام لمدينة صافيتا.

طبيعة ساحرة وأثار عرقة حيث تنتشر الاثار والمواقع الأثرية في صافيتا ومحيطها، وفي سط مدينة صافيتا قلعة ضخمة تعود إلى فترة العهد الفينيقي، وتوالت عليها عهود مختلفة (يونانية ورومانية وبيزنطية وإسلامية وصليبية). ويرى بعضهم أن تسميتها يونانية بمعنى القلعة أو الحصن، وقد عرفت في الفترة الصليبية باسم القصر الأبيض، غير أن آخرين يرون أن تسميتها سريانية بمعنى الهواء الشافي أو الصافي.
وقد ذكرت قلعتها الضخمة أول مرة حينما دخلها نور الدين الزنكي عام 563هـ/1167م، ثم خضعت للصليبيين، ثم تعرضت القلعة عام 566 هـ/1170م لزلزال دمرها، ولكن أعيد بناؤها، وظلت بأيدي الصليبيين إلى أن حررها منهم الظاهر بيبرس عام670هـ/1271م. وقد بقيت القلعة شامخة حتى أواخر القرن التاسع عشر، حينما بدأ السكان باستخدام أحجارها لبناء مساكنهم فتخربت معالمها، ولم يبق منها إلا برجها الكبير
المصدر : منشورات وزارة الثقافة، دمشق 1995
المجلد: المجلد الثاني عشررقم الصفحة ضمن المجلد : 15

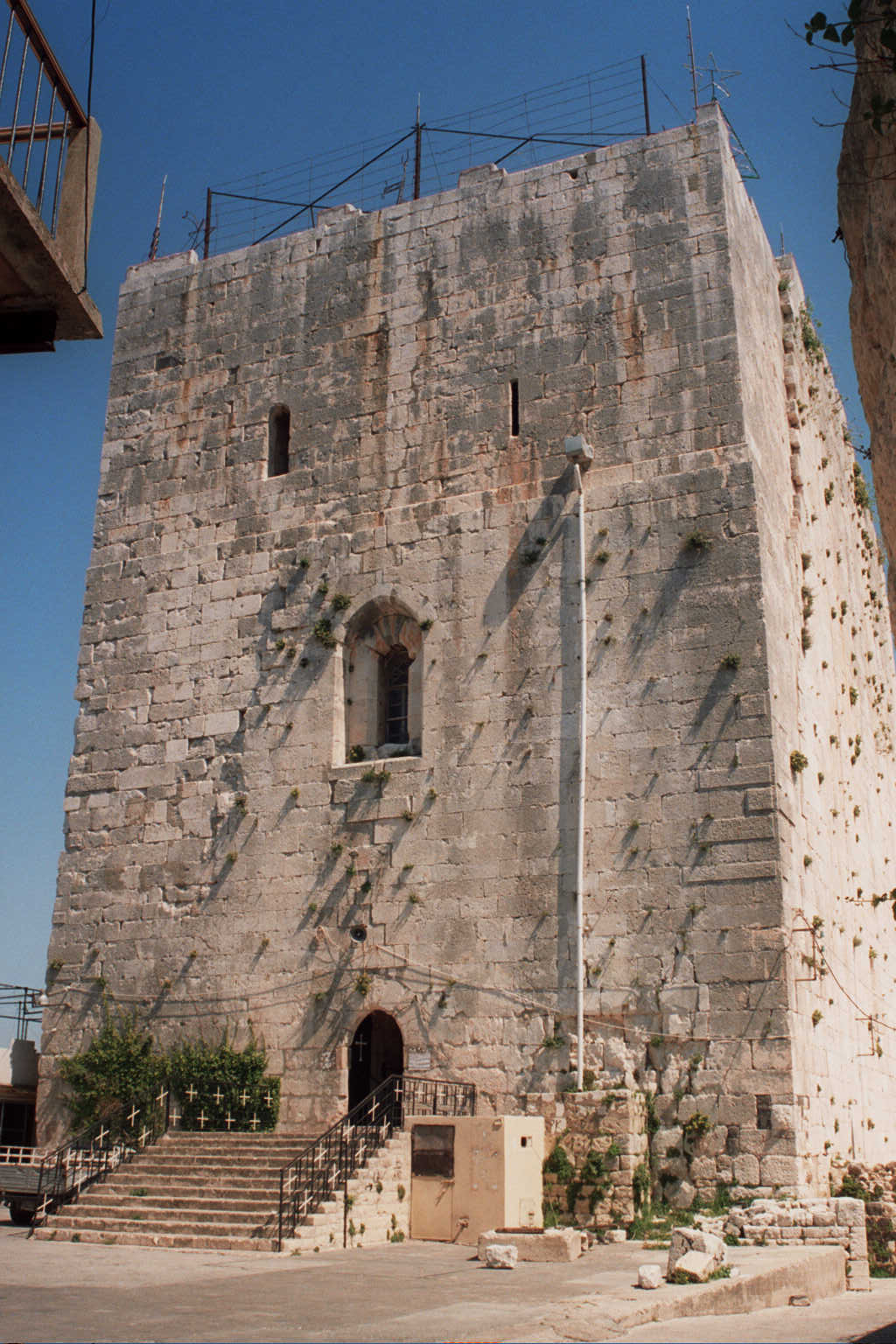
برج صافيتا.

ومن المواقع الأثرية المهمة في منطقة صافيتا حصن سليمان الذي يقع بالقرب من جبل النبي صالح من جهة الغرب على ارتفاع يصل إلى 950 متراً عن سطح البحر وتحيط به الجبال من جهات الشمال والشرق والجنوب وينفتح على واد جميل تزينه اشجار الجوز الدلب التوت السنديان وكروم العنب.
ومن المواقع الأثرية والسياحية التي تتبع لمنطقة صافيتا موقع الكفرون الذي يعود تاريخه إلى العهد الكنعاني ويتوسط قرى الكفرون جبل عال يسمى جبل السيدة العذراء فيه آثار فينيقية وصليبية منها السور الذي يحيط بقمة جبل السيدة والكنيسة وترتفع هذه المنطقة عن سطح البحر 600 متر.

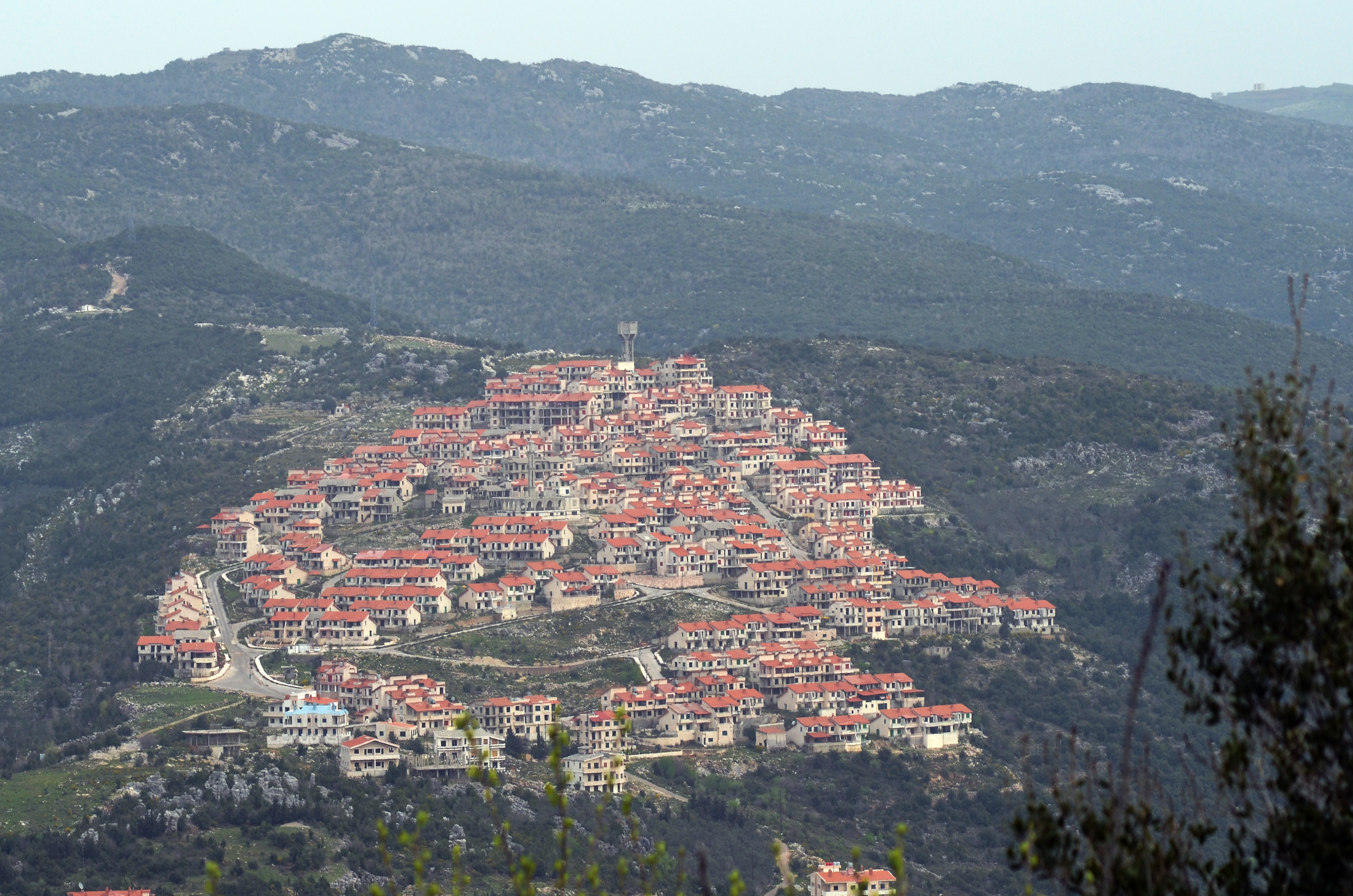
الكفرون.

الكفر كلمة أرامية تعني الحارة والواو والنون للتصغير مثل /مار/ و/مارون/ وهناك رأي آخر يقول أن الواو والنون للجمع لتصبح حارات موضحا ان الكفرون اليوم عبارة عن بلدة واحدة تكونت من سبع قرى (أصبحت أحياء) صغيرة قديمة هي زريق وبشور وسعادة ورفقة وحيدر وبيت بدرة ونبع كركر/ وهي مصيف ومقصد سياحي تتمتع بطبيعة ساحرة.
ولفت مدير الآثار إلى وجود ما يسمى بآثار تدمر الكفرونية وهي عبارة عن بيوت قديمة بنيت في الكفرون يسميها البعض آثار تدمر الكفرونية وتتميز بشكل بنائها وأابرز معالمها التراثية جرن الدق الذي يستعمل لدق الحبوب كالقمح وتحضير المأكولات العربية القديمة مثل الكبة النية وطاحون الحبوب/الرحى/ التي يعود اختراعها إلى العصر الحجرى والتنور والحومة التي يتجمع فيها الماء في أخفض نقطة في منطقة الكفرون وجسر الكفرون الذي شيده الفرنسيون ويعد من أشهر ما يميز الكفرون بمظهره القديم فوق نهر جميل يقصده الناس للتمتع بمنظره والجلوس على ضفافه وبيت الباب الكفروني القديم وباب السياج وسلاسل صخور الكفرون الشامخة بموقعها المألوف تعطي رونقاً عجيباً لمنظر الكفرون في كل الاتجاهات.
ومن آثار الكفرون أيضا مغارة الضوايات الواقعة إلى الشمال الشرقي من بلدة ومصيف مشتى الحلو على بعد 2 كيلومتر منها وتعتبر من أقدم المغارات
المكتشفة في سورية مشيرا إلى أنها تحمل هذا الاسم لأنها مغارة ذات ثقوب مضيئة في سقفها تضئ القاعة الأولى من المغارة كما تبدو فيها الصواعد والنوازل بسبب الترسيب لوجودها في الصخور الكلسية ويقصدها السياح عن طريق المشتى، واستخدمت المغارة كملجأ للثوار الذين قاوموا الاحتلال العثماني والفرنسي وتمتد المغارة عدة كيلومترات تحت الأرض وتتميز بجمال النوازل والصواعد باشكالها البديعة وبالقرب من المغارة يوجد نبع العطشان.
ولا ننسى قلعة أم الحوش التي ترتفع عن سطح البحر حوالي /160/ مترا ولم يبق منها حاليا غير أطلال أثرية متهدمة بنيت بأحجار نحتية وكانت فيما مضى عبارة عن برج من الأبراج الصليبية التي استخدمها الصليبيون للمراقبة والمراسلة وحماية الطرق.

## مهرجان صافيتا السياحي
يقام في 16 و 17 و 18 أغسطس / اب من كل عام مهرجان صافيتا السياحي وهو عبارة عن كرنفال سياحي ترفيهي والكثير من العروض التراثية والفرق الفنية إضافة والحفلات وامسيات زجل وفعاليات مختلفة وعرض للازياء وانتخاب ملكة جمال صافيتا.
ومن القرى المحيطة ب صافيتا قرية تل ترمس الطليعي وعلى طريق خط الجديد تتواجد الصفصافة عين الزبدة ثم باتجاه الحدود السورية اللبنانية، مثل قرى الريحانية زاهد الدكيكة الدقار البصيصة، وتعتبر الريحانية من أكثر القرى تعليم جامعي حيث يوجد الكثير من الخريجين وفيها نسبة كبيرة من المغتربين في الخليج العربي وهي قرية زراعية تشتهر بزراعة الخضراوات وأهمها الباذنجان والكوسا والبازلاء وتشتهر بزراعة اشجار الزيتون أيضا، يطل على هذه القرية دير مارالياس الريح وهو من الاديرة القديمة جدا، أغلب سكان الريحانية من الروم الأرثوذكس.

## قائمة قرى صافيتا
تتبع لمنطقة صافيتا عدد من البلدات والقرى والمصايف وهي:
- دريكيش زريب
- قرية بشرائيل
- قرية حكر مخيبر
- قرية حابـــا
- قرية أسقف
- قرية حكر عين الباردة
- قرية المتراس
- قرية سبة
- قرية الصفصافة
- قرية الدكيكة
- قرية البصيصة
- ضهر عامودي
- قرية الريحانية
- تل ترمس
- قرية الدقار
- قرية عين الزبدة
- قرية زاهد
- قربة السيسنية
- قرية عين الجرن
- قرية كرم مغيزل
- قرية أم حوش
- قرية عين دابش
- قرية اليازدية
- النعاصات
- الدبدابة
- بيت الشيخ يونس
- الزويتينة
- بيت صالحة
- بويضة السويقات
- التلعة
- قرية بتعلوس
- قرية عين بشريتة
- المندرة
- الرويسة
- بيت عمران زينة
- بيت ريشة
- المعوانة
- قرية العديدة
- قرية السويدة
- قرية الشماميس
- قرية مجدلون البستان
- قرية عين الكرم
- مرج دياب
- حوحو
- بيت ال ربيع